# Montecarotto
Montecarotto est une commune italienne d'environ 1 882 habitants, située dans la province d'Ancône, dans la région Marches, en Italie centrale.

## Photographies

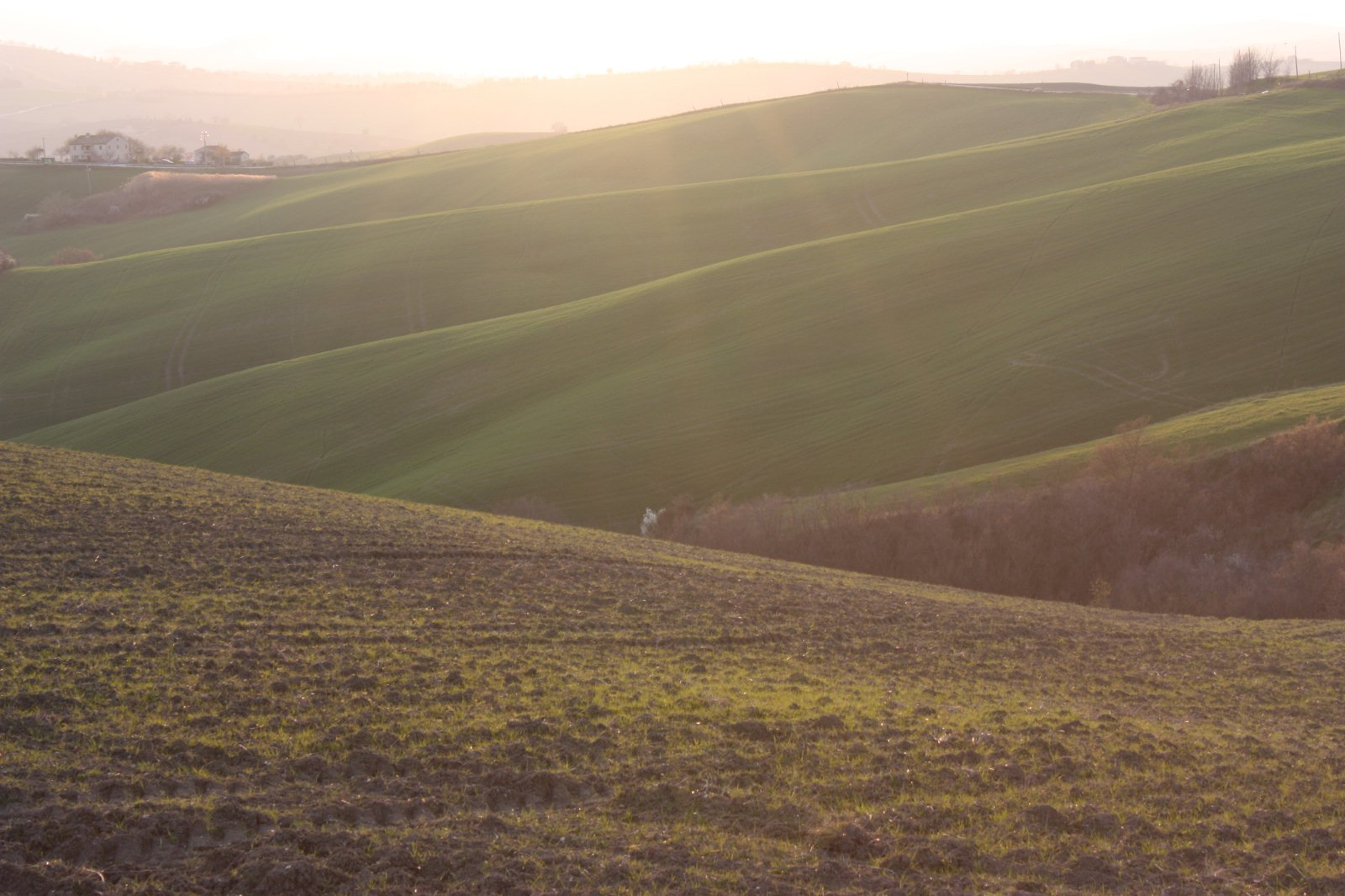
Colline della campagna di Montecarotto.
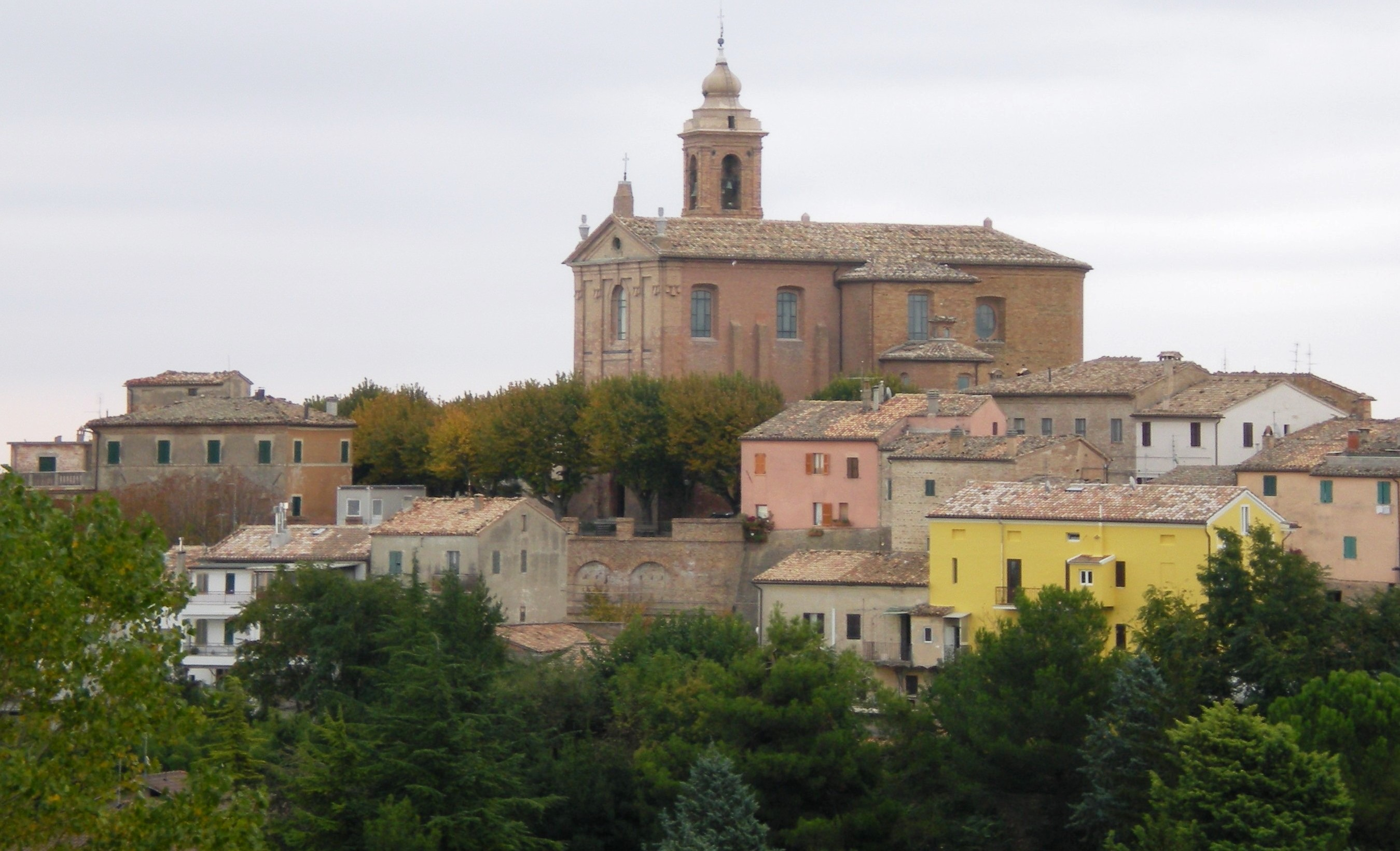
Chiesa Collegiata della Santissima Annunziata di Montecarotto ,vista dalla Chiesa di San Francesco di Montecarotto.
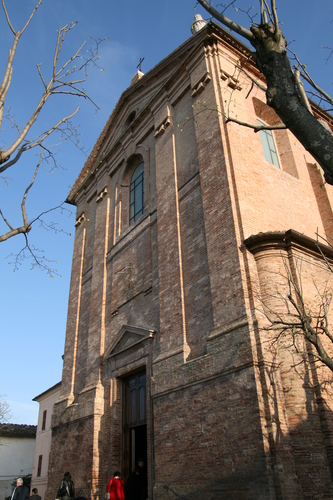
Chiesa Collegiata della Santissima Annunziata di Montecarotto.
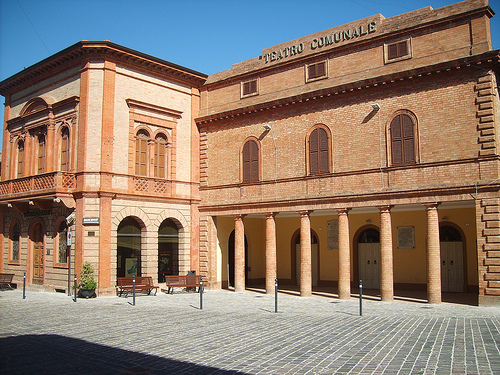
Teatro Comunale di Montecarotto.
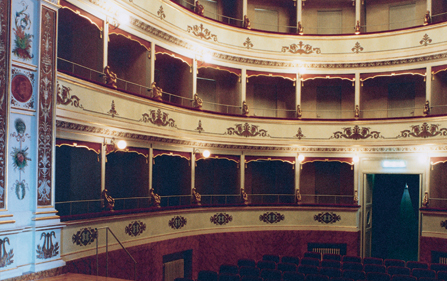
Interno del Teatro Comunale di Montecarotto.

## Administration
| Période                                  | Période | Identité | Étiquette | Qualité |
| ---------------------------------------- | ------- | -------- | --------- | ------- |
|                                          |         |          |           |         |
| Les données manquantes sont à compléter. |         |          |           |         |

### Communes limitrophes
Arcevia, Belvedere Ostrense, Ostra, Ostra Vetere, Poggio San Marcello, Rosora, Serra de' Conti